# Unoma Azuah
Unoma Azuah est une militante nigérienne née le 23 juin 1969.

## Biographie

### Carrière
Elle travaille au Wiregrass Georgia Technical College (en).
Elle milite pour les droits des membres de la communauté LGBT au Nigéria.

## Publications
- Night Songs. Lagos: Oracle, 2002. Poèmes
- Sky-high Flames. Frederick, MD: Publish America. July, 2005. Roman.
- The Length of Light. Germany: VDM; Dr. Müller, 2008. Nouvelles.
- Edible Bones. New York: Demarche Publishing, 2013. American edition. Roman.
- On Broken Wings: An Anthology of Best Contemporary Nigerian Poetry. New York: DLite, 2014.
- Blessed Body: The Secret Lives of the Nigerian Lesbian, Gay, Bisexual and Transgender: non-fiction. Jackson, TN: Cookingpotbooks, 2016[3]